# Alejandro Delgado Oscoy
Alejandro Enrique Delgado Oscoy (26 de mayo de 1971) es un político mexicano, miembro del Partido Acción Nacional desde 1993; fue diputado federal en la LX Legislatura (2006-2009).
Estudió Ingeniero Industrial, ha ocupado los cargos de delegado y jefe de atención ciudadana de la Delegación Municipal "Epigmenio González" del municipio de Querétaro de 1998 a 2000 y (2009- 2012), Director de Participación Social Municipal de 2001 a 2002. En 2003 fue elegido Diputado al Congreso de Querétaro en donde fue Presidente de la Comisión de Seguridad Pública y Protección Civil y Sub-Coordinador del grupo parlamentario en la reforma electoral, concluyendo su encargo en 2006. Además en el PAN ha ocupado los cargos de Secretario Municipal de Acción Juvenil en 1994, coordinador general de la SEAJ en 1997, consejero estatal en 2 periodos 2004-2007 y 2014-2016, participante en varias campañas electorales.
Electo diputado federal por el IV Distrito Electoral Federal de Querétaro a la LX Legislatura de 2006 a 2009, en ella fue secretario de la Comisión de Transportes e integrante de las comisiones de Presupuesto y Cuenta Pública y de Régimen, Reglamentos y Prácticas Parlamentarias.
Actualmente fue elegido Diputado local por IV Distrito Local Electoral de Querétaro a la LXVII Legislatura del Congreso Estal de 2012 - actual, en ella es presidente de la Comisión de Asuntos Municipales y del Migrante, Secretario de la Comisión de Seguridad Pública y Protección Civil.